# Dan neovisnosti
██ Nacionalni praznik vezan uz neovisnost
██ Ostali Nacionalni Praznik
██ Ne postoji službeni Nacionalni Praznik
Dan neovisnosti je godišnja proslava kojom se obilježava obljetnica samostalnosti naroda ili državnosti, obično nakon izlaska iz grupe ili dijela drugog naroda ili države, ili još rjeđe nakon kraja vojne okupacije. Mnoge zemlje obilježavaju svoju neovisnost od kolonijalnih carstava.

## Hrvatska
U Hrvatskoj obilježava se 25. lipnja i spomendan je, jer je toga dana 1991. godine Hrvatski sabor donio Ustavnu odluku o uspostavi suverene i samostalne Republike Hrvatske.

## Sjedinjene Američke Države
Vjerojatno najpoznatiji svjetski dan neovisnosti je američki, 4. srpnja, kada su 1776. vodeći američki političari u Philadelphiji potpisali Američku deklaraciju neovisnosti.

## Popis
Sljedeći popis uključuje trenutne promatrače i države članice Ujedinjenih naroda koji imaju državne praznike posvećene uspostavljanju neovisnosti ili suvereniteta zemlje od strane sile. Popis ne uključuje dane koji obilježavaju promjene režima (npr. Različiti Dani revolucije ili Dani Republike), dane koji obilježavaju oslobađanje od okupatorske vojne sile (Dani oslobođenja ili Dani pobjede) ili druge Nacionalni dane koji nisu vezani uz uspostavu neovisnosti.
| Država                      | Naziv praznika                                            | Datum praznika                                                                      | Godina događaja | Neovisnost od                                                          |
| --------------------------- | --------------------------------------------------------- | ----------------------------------------------------------------------------------- | --------------- | ---------------------------------------------------------------------- |
| Afghanistan                 | Dan neovisnosti Afganistana (Dan pobjede Afganistana)     | 19. kolovoza                                                                        | 1919            | Ujedinjeno Kraljevstvo                                                 |
| Albanija                    | Day (Dita e Flamurit)                                     | 28. studenog                                                                        | 1912            | Osmansko Carstvo                                                       |
| Alžir                       | Dan nezavisnosti                                          | 5. srpnja                                                                           | 1962            | Francuska                                                              |
| Andora                      | Nema                                                      |                                                                                     |                 |                                                                        |
| Angola                      | Dan nezavisnosti                                          | 11. studenog                                                                        | 1975            | Portugal                                                               |
| Antigva i Barbuda           | Dan nezavisnosti                                          | 1. studenog                                                                         | 1981            | Ujedinjeno Kraljevstvo                                                 |
| Argentina                   | Dan nezavisnosti                                          | 9. srpnja                                                                           | 1816            | Španjolsko Carstvo                                                     |
| Armenija                    | Republic Day                                              | 28. svibnja                                                                         | 1918            | Rusko Carstvo                                                          |
| Armenija                    | Dan nezavisnosti                                          | 21. rujna                                                                           | 1991            | SSSR                                                                   |
| Australija                  | Nema                                                      |                                                                                     |                 |                                                                        |
| Austrija                    | Dan državnosti                                            | 26. listopada                                                                       | 1955            | Saveznici (Francuska, Ujedinjeno Kraljevstvo, United States, and SSSR) |
| Azerbejdžan                 | Republic Day                                              | 28. svibnja                                                                         | 1918            | Rusko Carstvo                                                          |
| Azerbejdžan                 | Dan nezavisnosti                                          | 18. listopada                                                                       | 1991            | SSSR                                                                   |
| Bahami                      | Dan nezavisnosti                                          | 10. srpnja                                                                          | 1973            | Ujedinjeno Kraljevstvo                                                 |
| Bahrein                     | Dan nezavisnosti                                          | 16. prosinca                                                                        | 1971            | Ujedinjeno Kraljevstvo                                                 |
| Bangladeš                   | Dan nezavisnosti                                          | 26. ožujka                                                                          | 1971            | Pakistan                                                               |
| Barbados                    | Dan nezavisnosti                                          | 30. studenog                                                                        | 1966            | Ujedinjeno Kraljevstvo                                                 |
| Bjelorusija                 | Dan nezavisnosti                                          | 3. srpnja                                                                           | 1944            | Nacistička Njemačka                                                    |
| Belgija                     | Dan državnosti                                            | 21. srpnja                                                                          | 1831            | Nizozemska                                                             |
| Belize                      | Dan nezavisnosti                                          | 21. rujna                                                                           | 1981            | Ujedinjeno Kraljevstvo                                                 |
| Benin                       | Dan nezavisnosti                                          | 1. kolovoza                                                                         | 1960            | Francuska                                                              |
| Butan                       | Nema                                                      |                                                                                     |                 |                                                                        |
| Bolivija                    | Dan nezavisnosti                                          | 6. kolovoza                                                                         | 1825            | Španjolska                                                             |
| Bosna i Hercegovina         | Dan nezavisnosti                                          | 1. ožujka                                                                           | 1992            | Socijalistička Federativna Republika Jugoslavija                       |
| Bocvana                     | Dan nezavisnosti                                          | 30. rujna                                                                           | 1966            | Ujedinjeno Kraljevstvo                                                 |
| Brazil                      | Dan nezavisnosti (Dia da Independência)                   | 7. rujna                                                                            | 1822            | Ujedinjeno Kraljevstvo Portugala, Brazila i Algarva                    |
| Brunej                      | Dan državnosti                                            | 23. veljače                                                                         | 1984            | Ujedinjeno Kraljevstvo                                                 |
| Bugarska                    | Liberation Day                                            | 3. ožujka                                                                           | 1878            | Osmansko Carstvo                                                       |
| Bugarska                    | Dan nezavisnosti                                          | 5. listopada                                                                        | 1908            | Osmansko Carstvo                                                       |
| Burkina Faso                | Proclamation of Dan nezavisnosti                          | 11. prosinca                                                                        | 1958            | Francuska                                                              |
| Burkina Faso                | Dan nezavisnosti                                          | 5. kolovoza                                                                         | 1960            | Francuska                                                              |
| Burundi                     | Dan nezavisnosti                                          | 1. srpnja                                                                           | 1962            | Belgija                                                                |
| Kambodža                    | Dan nezavisnosti                                          | 9. studenog                                                                         | 1953            | Francuska                                                              |
| Kamerun                     | Nema                                                      |                                                                                     |                 |                                                                        |
| Kanada                      | Nema                                                      |                                                                                     |                 |                                                                        |
| Zelenortski Otoci           | Dan nezavisnosti                                          | 5. srpnja                                                                           | 1975            | Portugal                                                               |
| Srednjoafrička Republika    | Dan državnosti                                            | 1. prosinca                                                                         | 1958            | Francuska                                                              |
| Srednjoafrička Republika    | Dan nezavisnosti                                          | 13. kolovoza                                                                        | 1960            | Francuska                                                              |
| Čad                         | Republic Day                                              | 28. studenog                                                                        | 1958            | Francuska                                                              |
| Čad                         | Dan nezavisnosti                                          | 11. kolovoza                                                                        | 1960            | Francuska                                                              |
| Čile                        | Dan nezavisnosti (part of Fiestas Patrias)                | 18. rujna                                                                           | 1810            | Španjolsko Carstvo                                                     |
| Kina                        | Nema                                                      |                                                                                     |                 |                                                                        |
| Kolumbija                   | Dan nezavisnosti                                          | 20. srpnja                                                                          | 1810            | Španjolsko Carstvo                                                     |
| Komori                      | Dan nezavisnosti                                          | 6. srpnja                                                                           | 1975            | Francuska                                                              |
| Demokratska Republika Kongo | Dan nezavisnosti                                          | 30. lipnja                                                                          | 1960            | Belgija                                                                |
| Republika Kongo             | Republic Day                                              | 28. studenog                                                                        | 1958            | Francuska                                                              |
| Republika Kongo             | Dan nezavisnosti                                          | 15. kolovoza                                                                        | 1960            | Francuska                                                              |
| Kostarika                   | Dan nezavisnosti                                          | 15. rujna                                                                           | 1821            | Španjolsko Carstvo                                                     |
| Hrvatska                    | Statehood Day                                             | 30. svibnja                                                                         | 1990            | SFR Jugoslavija                                                        |
| Kuba                        | Commencement of the Wars of Independence                  | 10. listopada                                                                       | 1868            | Španjolsko Carstvo                                                     |
| Cipar                       | Dan državnosti                                            | 1. travnja                                                                          | 1955            | Ujedinjeno Kraljevstvo                                                 |
| Cipar                       | Dan nezavisnosti                                          | 1. listopada                                                                        | 1960            | Ujedinjeno Kraljevstvo                                                 |
| Češka Republika             | Dan nezavisnosti                                          | 28. listopada                                                                       | 1918            | Austrougarska                                                          |
| Češka Republika             | Restoration Day                                           | 1. siječnja                                                                         | 1993            | Čehoslovačka                                                           |
| Danska                      | Nema                                                      |                                                                                     |                 |                                                                        |
| Džibuti                     | Dan nezavisnosti                                          | 27. lipnja                                                                          | 1977            | Francuska                                                              |
| Dominika                    | Dan nezavisnosti                                          | 3. studenog                                                                         | 1978            | Ujedinjeno Kraljevstvo                                                 |
| Dominikanska Republika      |                                                           | 27. veljače                                                                         | 1821 and 1844   |                                                                        |
| Istočni Timor               |                                                           | 20. svibnja                                                                         | 2002            | Portugal                                                               |
| Ekvador                     | Dan nezavisnosti                                          | 10. kolovoza                                                                        | 1809            | Španjolsko Carstvo                                                     |
| Ekvador                     |                                                           | 24. svibnja                                                                         | 1822            | Španjolsko Carstvo                                                     |
| Egipat                      | Nema                                                      |                                                                                     |                 |                                                                        |
| Salvador                    | Dan nezavisnosti                                          | 15. rujna                                                                           | 1821            | Španjolsko Carstvo                                                     |
| Ekvatorijalna Gvineja       |                                                           | 12. listopada                                                                       | 1968            | Španjolska                                                             |
| Eritreja                    | Dan nezavisnosti                                          | 24. svibnja                                                                         | 1991            | Etiopija                                                               |
| Estonija                    | Dan nezavisnosti                                          | 24. veljače                                                                         | 1918            | Rusko Carstvo                                                          |
| Estonija                    | Day of Restoration of Independence                        | 20. kolovoza                                                                        | 1991            | SSSR                                                                   |
| Esvatini                    | Somhlolo Day                                              | 6. rujna                                                                            | 1968            | Ujedinjeno Kraljevstvo                                                 |
| Etiopija                    | Nema                                                      |                                                                                     |                 |                                                                        |
| Fidži                       | Fiji Day                                                  | 10. listopada                                                                       | 1970            | Ujedinjeno Kraljevstvo                                                 |
| Finska                      | Dan nezavisnosti                                          | 6. prosinca                                                                         | 1917            | Rusko Carstvo                                                          |
| Francuska                   | Nema                                                      |                                                                                     |                 |                                                                        |
| Gabon                       |                                                           | 16. kolovoza                                                                        | 1960            | Francuska                                                              |
| Gambija                     |                                                           | 18. veljače                                                                         | 1965            | Ujedinjeno Kraljevstvo                                                 |
| Gruzija                     | Dan nezavisnosti                                          | 26. svibnja                                                                         | 1918            | Rusko Carstvo                                                          |
| Gruzija                     | Day of National Unity                                     | 9. travnja                                                                          | 1991            | SSSR                                                                   |
| Njemačka                    | Nema                                                      |                                                                                     |                 |                                                                        |
| Gana                        | Dan nezavisnosti                                          | 6. ožujka                                                                           | 1957            | Ujedinjeno Kraljevstvo                                                 |
| Grčka                       |                                                           | 25. ožujka                                                                          | 1821            | Osmansko Carstvo                                                       |
| Grenada                     | Dan nezavisnosti                                          | 7. veljače                                                                          | 1974            | Ujedinjeno Kraljevstvo                                                 |
| Gvatemala                   | Dan nezavisnosti                                          | 15. rujna                                                                           | 1821            | Španjolsko Carstvo                                                     |
| Gvineja                     |                                                           | 2. listopada                                                                        | 1958            | Francuska                                                              |
| Gvineja Bisau               | Dan nezavisnosti                                          | 24. rujna                                                                           | 1973            | Portugal                                                               |
| Gvajana                     |                                                           | 26. svibnja                                                                         | 1966            | Ujedinjeno Kraljevstvo                                                 |
| Haiti                       | Dan nezavisnosti                                          | 1. siječnja                                                                         | 1804            | Francuska                                                              |
| Honduras                    | Dan nezavisnosti                                          | 15. rujna                                                                           | 1821            | Španjolsko Carstvo                                                     |
| Mađarska                    |                                                           | 23. listopada                                                                       | 1989            |                                                                        |
| Island                      | Dan nezavisnosti                                          | 17. lipnja                                                                          | 1944            | Danska                                                                 |
| Indija                      | Dan nezavisnosti                                          | 15. kolovoza                                                                        | 1947            | Ujedinjeno Kraljevstvo                                                 |
| Indonezija                  | Dan nezavisnosti (Hari Kemerdekaan)                       | 17. kolovoza                                                                        | 1945            | Nizozemska i Japan                                                     |
| Iran                        |                                                           | 1. travnja                                                                          | 1979            |                                                                        |
| Irak                        |                                                           | 3. listopada                                                                        | 1932            | Ujedinjeno Kraljevstvo                                                 |
| Irska                       |                                                           | 24. travnja                                                                         | 1916            | Ujedinjeno Kraljevstvo                                                 |
| Izrael                      | Yom Ha'atzmaut                                            | Iyar 5 (Na dan ili između 15. travnja i 15. svibnja, ovisno o hebrejskom kalendaru) | 1948            | Ujedinjeno Kraljevstvo                                                 |
| Italija                     | Nema                                                      |                                                                                     |                 |                                                                        |
| Obala Bjelokosti            |                                                           | 7. kolovoza                                                                         | 1960            | Francuska                                                              |
| Jamajka                     |                                                           | 6. kolovoza                                                                         | 1962            | Ujedinjeno Kraljevstvo                                                 |
| Japan                       | Nema                                                      |                                                                                     |                 |                                                                        |
| Jordan                      | Dan nezavisnosti                                          | 25. svibnja                                                                         | 1946            | Ujedinjeno Kraljevstvo                                                 |
| Kazahstan                   | Dan nezavisnosti                                          | 16. prosinca                                                                        | 1991            | SSSR                                                                   |
| Kenija                      | Jamhuri Day                                               | 12. prosinca                                                                        | 1963            | Ujedinjeno Kraljevstvo                                                 |
| Kiribati                    |                                                           | 12. srpnja                                                                          | 1979            | Ujedinjeno Kraljevstvo                                                 |
| Sjeverna Koreja             | Chogukhaebangŭi nal                                       | 12. srpnja...                                                                       | 1945            | Japansko carstvo                                                       |
| Južna Koreja                | Samiljeol                                                 | 1. ožujka                                                                           | 1919            | Japansko carstvo                                                       |
| Južna Koreja                | Gwangbokjeol                                              | 15. kolovoza                                                                        | 1945            | Japansko carstvo                                                       |
| Kuvajt                      |                                                           | 25. veljače                                                                         | 1961            | Ujedinjeno Kraljevstvo                                                 |
| Kirgistan                   | Dan nezavisnosti                                          | 31. kolovoza                                                                        | 1991            | SSSR                                                                   |
| Laos                        | Nema                                                      |                                                                                     |                 |                                                                        |
| Latvija                     | Proclamation Day of the Republic of Latvia                | 18. studenog                                                                        | 1918            | Rusija i Njemačko carstvo                                              |
| Latvija                     |                                                           | 4. svibnja                                                                          | 1990            | SSSR                                                                   |
| Libanon                     | Dan nezavisnosti                                          | 22. studenoga                                                                       | 1943            | Francuska                                                              |
| Lesoto                      |                                                           | 4. listopada                                                                        | 1966            | Ujedinjeno Kraljevstvo                                                 |
| Liberija                    | Dan nezavisnosti                                          | 26. srpnja                                                                          | 1847            | American Colonization Society                                          |
| Libija                      |                                                           | 24. prosinca                                                                        | 1951            | Italija                                                                |
| Lihtenštajn                 | Nema                                                      |                                                                                     |                 |                                                                        |
| Litva                       | Statehood Restoration Day                                 | 16. veljače                                                                         | 1918            | Rusko Carstvo i Njemačko Carstvo                                       |
| Litva                       | Independence Restoration Day                              | 11. ožujka                                                                          | 1990            | SSSR                                                                   |
| Luksemburg                  | Nema                                                      |                                                                                     |                 |                                                                        |
| Madagaskar                  |                                                           | 26. lipnja                                                                          | 1960            | Francuska                                                              |
| Malavi                      |                                                           | 6. srpnja                                                                           | 1964            | Ujedinjeno Kraljevstvo                                                 |
| Malezija                    | Hari Merdeka                                              | 31. kolovoza                                                                        | 1957            | Ujedinjeno Kraljevstvo                                                 |
| Maldivi                     |                                                           | 26. srpnja                                                                          | 1965            | Ujedinjeno Kraljevstvo                                                 |
| Mali                        |                                                           | 22. rujna                                                                           | 1960            | Francuska                                                              |
| Malta                       | Dan nezavisnosti                                          | 21. rujna                                                                           | 1964            | Ujedinjeno Kraljevstvo                                                 |
| Marshallovi Otoci           | Nema                                                      |                                                                                     |                 |                                                                        |
| Mauritanija                 |                                                           | 28. studenog                                                                        | 1960            | Francuska                                                              |
| Mauricijus                  |                                                           | 28. studenog                                                                        | 1968            | Ujedinjeno Kraljevstvo                                                 |
| Meksiko                     | Grito de Dolores Día de la Independéncia                  | 15. rujna 16. rujna                                                                 | 1810            | Španjolsko Carstvo                                                     |
| Mikronezija                 | Dan nezavisnosti                                          | 3. studenog                                                                         | 1986            | United States                                                          |
| Moldavija                   | Dan nezavisnosti                                          | 27. kolovoza                                                                        | 1991            | SSSR                                                                   |
| Monako                      | Nema                                                      |                                                                                     |                 |                                                                        |
| Mongolija                   | Dan nezavisnosti                                          | 29. prosinca                                                                        | 1911            | Veliki Qing                                                            |
| Crna Gora                   |                                                           | 21. svibnja                                                                         | 2006            | Srbija i Crna Gora                                                     |
| Maroko                      | Proclamation of Dan nezavisnosti                          | 11. siječnja                                                                        | 1944            | Francuska and Španjolska                                               |
| Maroko                      | Dan nezavisnosti                                          | 18. studenog                                                                        | 1955            | Francuska and Španjolska                                               |
| Mozambik                    |                                                           | 25. lipnja                                                                          | 1975            | Portugal                                                               |
| Mijanmar                    | Dan nezavisnosti                                          | 4. siječnja                                                                         | 1948            | Ujedinjeno Kraljevstvo                                                 |
| Namibija                    |                                                           | 21. ožujka                                                                          | 1990            | South Africa                                                           |
| Nauru                       |                                                           | 31. siječnja                                                                        | 1968            | Australia, New Zealand and the Ujedinjeno Kraljevstvo                  |
| Nepal                       | Nema                                                      |                                                                                     |                 |                                                                        |
| Nizozemska                  |                                                           | 26. srpnja                                                                          | 1581            | Španjolsko Carstvo                                                     |
| Novi Zeland                 | Nema                                                      |                                                                                     |                 |                                                                        |
| Nikaragva                   | Dan nezavisnosti                                          | 15. rujna                                                                           | 1821            | Španjolsko Carstvo                                                     |
| Niger                       | Dan nezavisnosti                                          | 3. kolovoza                                                                         | 1960            | Francuska                                                              |
| Nigerija                    | Dan nezavisnosti                                          | 1. listopada                                                                        | 1960            | Ujedinjeno Kraljevstvo                                                 |
| Sjeverna Makedonija         | Dan nezavisnosti (Den na nezavisnosta)                    | 8. rujna                                                                            | 1991            | SFR Yugoslavia                                                         |
| Norveška                    | Constitution Day                                          | 17. svibnja                                                                         | 1814            | Danska                                                                 |
| Norveška                    | Dan nezavisnosti                                          | 7. lipnja                                                                           | 1905            | Sweden                                                                 |
| Oman                        | Dan državnosti                                            | 18. studenog                                                                        | 1650            | Portugal                                                               |
| Pakistan                    | Dan nezavisnosti (Youm-e-Azadi)                           | 14. kolovoza                                                                        | 1947            | Ujedinjeno Kraljevstvo                                                 |
| Palau                       | Nema                                                      |                                                                                     |                 |                                                                        |
| Palestina                   | Dan državnosti                                            | 15. studenog                                                                        | 1988            | Israel                                                                 |
| Panama                      |                                                           | 28. studenog                                                                        | 1821            | Španjolska                                                             |
| Panama                      |                                                           | 3. studenog                                                                         | 1903            | Colombia                                                               |
| Papua Nova Gvineja          |                                                           | 16. rujna                                                                           | 1975            | Australia of the former Territory of Papua and New Guinea              |
| Paragvaj                    | Dan nezavisnosti                                          | 15. svibnja                                                                         | 1811            | Španjolsko Carstvo                                                     |
| Peru                        | Fiestas Patrias                                           | 28. srpnja                                                                          | 1821            | Španjolsko Carstvo                                                     |
| Filipini                    | Dan nezavisnosti (Araw ng Kalayaan or Araw ng Kasarinlan) | 12. lipnja                                                                          | 1898            | Španjolsko Carstvo                                                     |
| Poljska                     | Dan nezavisnosti (Święto Niepodległości)                  | 11. studenog                                                                        | 1918            | Rusko Carstvo and German Empire                                        |
| Portugal                    | Restoration of Dan nezavisnosti                           | 1. prosinca                                                                         | 1640            | Španjolsko Carstvo                                                     |
| Katar                       | Dan državnosti                                            | 18. prosinca                                                                        | 1878            | Osmansko Carstvo                                                       |
| Katar                       | Neovisnost od Britain                                     | 18. prosinca                                                                        | 1971            | Ujedinjeno Kraljevstvo                                                 |
| Rumunjska                   |                                                           | 9. svibnja                                                                          | 1877            | Osmansko Carstvo                                                       |
| Rusija                      | Nema                                                      |                                                                                     |                 |                                                                        |
| Ruanda                      | Dan nezavisnosti                                          | 1. srpnja                                                                           | 1962            | Belgija                                                                |
| Sveti Kitts i Nevis         | Dan nezavisnosti                                          | 19. rujna                                                                           | 1983            | Ujedinjeno Kraljevstvo                                                 |
| Sveta Lucija                | Dan nezavisnosti                                          | 22. veljače                                                                         | 1979            | Ujedinjeno Kraljevstvo                                                 |
| Sveti Vincent i Grenadini   | Dan nezavisnosti                                          | 27. listopada                                                                       | 1979            | Ujedinjeno Kraljevstvo                                                 |
| Samoa                       |                                                           | 1. lipnja                                                                           | 1962            | New Zealand                                                            |
| San Marino                  | Nema                                                      |                                                                                     |                 |                                                                        |
| Sveti Toma i Princip        | Dan nezavisnosti                                          | 12. srpnja                                                                          | 1975            | Portugal                                                               |
| Saudijska Arabija           | Nema                                                      |                                                                                     |                 |                                                                        |
| Senegal                     | Dan nezavisnosti                                          | 4. travnja                                                                          | 1960            | Francuska                                                              |
| Srbija                      | Statehood Day                                             | 15. veljače                                                                         | 1804            | Osmansko Carstvo                                                       |
| Sejšeli                     |                                                           | 29. lipnja                                                                          | 1976            | Ujedinjeno Kraljevstvo                                                 |
| Sijera Leone                | Dan nezavisnosti                                          | 27. travnja                                                                         | 1961            | Ujedinjeno Kraljevstvo                                                 |
| Singapur                    | Dan državnosti                                            | 9. kolovoza                                                                         | 1965            | Malaysia                                                               |
| Slovačka                    |                                                           | 17. srpnja                                                                          | 1992            |                                                                        |
| Slovenija                   | Independence and Unity Day                                | 26. prosinca i 25. lipnja                                                           | 1991            | SFR Yugoslavia                                                         |
| Salomonovi Otoci            | Dan nezavisnosti                                          | 7. srpnja                                                                           | 1978            | Ujedinjeno Kraljevstvo                                                 |
| Somalija                    | Dan nezavisnosti                                          | 1. srpnja                                                                           | 1960            | Italija i Ujedinjeno Kraljevstvo                                       |
| Južna Afrika                | Not a holiday                                             | 11. prosinca                                                                        | 1931            | Ujedinjeno Kraljevstvo                                                 |
| Južni Sudan                 | Dan nezavisnosti                                          | 9. srpnja                                                                           | 2011            | Sudan                                                                  |
| Španjolska                  | Nema                                                      |                                                                                     |                 |                                                                        |
| Šri Lanka                   | Dan nezavisnosti                                          | 4. veljače                                                                          | 1948            | Ujedinjeno Kraljevstvo                                                 |
| Sudan                       | Dan nezavisnosti                                          | 1. siječnja                                                                         | 1956            | Egypt and the Ujedinjeno Kraljevstvo                                   |
| Surinam                     | Dan nezavisnosti                                          | 25. studenog                                                                        | 1975            | Netherlands                                                            |
| Švedska                     | Dan državnosti                                            | 6. lipnja                                                                           | 1523            |                                                                        |
| Švicarska                   | Swiss Dan državnosti                                      | 1. kolovoza                                                                         | 1291            |                                                                        |
| Sirija                      | Evacuation Day                                            | 17. travnja                                                                         | 1946            | Francuska                                                              |
| Tadžikistan                 | Dan nezavisnosti                                          | 9. rujna                                                                            | 1991            | SSSR                                                                   |
| Tanzanija                   |                                                           | 9. prosinca                                                                         | 1961            | Ujedinjeno Kraljevstvo                                                 |
| Togo                        |                                                           | 27. travnja                                                                         | 1960            | Francuska                                                              |
| Tonga                       |                                                           | 4. lipnja                                                                           | 1970            | Ujedinjeno Kraljevstvo                                                 |
| Trinidad i Tobago           | Dan nezavisnosti                                          | 31. kolovoza                                                                        | 1962            | Ujedinjeno Kraljevstvo                                                 |
| Tunis                       | Dan nezavisnosti                                          | 20. ožujka                                                                          | 1956            | Francuska                                                              |
| Turska                      | Nema                                                      |                                                                                     |                 |                                                                        |
| Turkmenistan                | Dan nezavisnosti                                          | 27. rujna                                                                           | 1991            | SSSR                                                                   |
| Tuvalu                      | Dan nezavisnosti                                          | 1. listopada                                                                        | 1978            | Ujedinjeno Kraljevstvo                                                 |
| Uganda                      | Dan nezavisnosti                                          | 9. listopada                                                                        | 1962            | Ujedinjeno Kraljevstvo                                                 |
| Ukrajina                    | Dan nezavisnosti                                          | 24. kolovoza                                                                        | 1991            | SSSR                                                                   |
| Ukrajina                    | Day of Unity                                              | 22. siječnja                                                                        | 1919            | Rusija                                                                 |
| Ujedinjeni Arapski Emirati  | Dan državnosti                                            | 2. prosinca                                                                         | 1971            | Ujedinjeno Kraljevstvo                                                 |
| Sjedinjene Američke Države  | Dan nezavisnosti or Fourth of July                        | 4. srpnja                                                                           | 1776            | Kingdom of Great Britain                                               |
| Urugvaj                     | Dan nezavisnosti                                          | 25. kolovoza                                                                        | 1825            | Ujedinjene provincije Rio de la Plata                                  |
| Uzbekistan                  | Dan nezavisnosti                                          | 1. rujna                                                                            | 1991            | SSSR                                                                   |
| Vanuatu                     | Dan nezavisnosti                                          | 30. srpnja                                                                          | 1980            | Ujedinjeno Kraljevstvo and Francuska                                   |
| Vatikan                     | Nema                                                      |                                                                                     |                 |                                                                        |
| Venezuela                   | Dan nezavisnosti                                          | 5. srpnja                                                                           | 1811            | Španjolsko Carstvo                                                     |
| Vijetnam                    | Dan nezavisnosti                                          | 2. rujna                                                                            | 1945            | Japansko i Francusko carstvo                                           |
| Jemen                       |                                                           | 30. studenog                                                                        | 1967            | Ujedinjeno Kraljevstvo                                                 |
| Zambija                     | Dan nezavisnosti                                          | 24. listopada                                                                       | 1964            | Ujedinjeno Kraljevstvo                                                 |
| Zimbabve                    | Dan nezavisnosti                                          | 18. travnja                                                                         | 1980            | Ujedinjeno Kraljevstvo                                                 |